# Une femme joue son bonheur
Pour plus de détails, voir Fiche technique et Distribution.
Une femme joue son bonheur (titre original : The Lady Gambles) est un film américain réalisé par Michael Gordon, sorti en 1949.

## Synopsis
Lorsque son ex-épouse Joan est retrouvée sévèrement battue après avoir utilisé des dés pipés dans un jeu de ruelle, David Boothe revient sur la façon dont elle en est arrivée à ce triste état. Journaliste de Chicago, il est en mission à Boulder Dam, alors lui et sa femme séjournent dans un hôtel à Las Vegas. Là, le propriétaire du casino, Corrigan, l'initie au jeu avec quelques jetons offert par la maison. Joan perd finalement 600 $ de l'argent des dépenses de David, ainsi que la mise en gage d'une caméra, avant de la récupérer. Le jeu l'excite terriblement et lorsque sa sœur Ruth les rejoint au Nevada, son mari décide de partir. Ruth a toujours été une présence qui divise, manipulatrice et névrosée.
Entre-temps, Corrigan flirte avec Joan et la persuade d'être son mandataire dans une partie de poker. Elle gagne 4 000 $ et reçoit une part. Mais le jeu dure jusqu'à l'aube, et quand David téléphone depuis la route, Ruth lui dit que Joan n'a pas dormi dans son lit de la nuit. Il retourne dans la ville du péché et peut voir à quel point le jeu l'a rendue accro. David quitte son emploi et l'emmène au Mexique, où il a l'intention d'écrire un livre. Un couple que Joan a rencontré précédemment la fait participer à un jeu de dés, où elle perd toutes ses économies. David décide alors de partir ayant la ferme intention de demander le divorce.
Ne sachant pas où aller, Joan retourne dans la ville du jeu, où elle est embauchée par Corrigan pour diriger une opération de courses de chevaux. Mais elle double ses partenaires juste pour encaisser un pari à long terme. De nouveau seule, Joan descend dans un monde de personnages peu recommandables, s'associant à Shreveport avec un joueur véreux nommé Frenchy. Au moment où David la rejoint après le passage à tabac, Joan est hospitalisée et suicidaire. Il doit se battre pour la convaincre qu'il n'est pas trop tard pour se débarrasser de son habitude de jouer et sauver leur mariage.

## Fiche technique
- Titre : Une femme joue son bonheur
- Titre original : The Lady Gambles
- Réalisation : Michael Gordon
- Scénario : Roy Huggins d'après une histoire de Lewis Meltzer et Oscar Saul
- Adaptation : Halsted Welles
- Photographie : Russell Metty
- Montage : Milton Carruth
- Musique : Frank Skinner
- Direction artistique : Alexander Golitzen
- Décors : Russell A. Gausman, Ruby R. Levitt
- Costumes : Orry-Kelly
- Producteur : Michael Kraike
- Société de production : Universal Pictures
- Sociétés de distribution : Universal-International (États-Unis), Empire Universal Films (Canada), General Film Distributors (GFD) (Royaume-Uni)
- Pays de production :  États-Unis
- Langue : Anglais
- Tournage : du 29 novembre 1948 au 10 janvier 1949
- Format : Noir et blanc — 35 mm — 1,37:1 — Son : Mono (Western Electric Recording)
- Genre : Film dramatique, Film noir
- Durée : 99 minutes
- Dates de sortie : 
  - États-Unis : 20 mai 1949 (New York, État de New York) (première)
  - Mexique : 8 juillet 1949
  - Royaume-Uni : 18 juillet 1949
  - France : 9 septembre 1949

## Distribution
- Barbara Stanwyck : Joan Phillips Boothe
- Robert Preston : David Boothe
- Stephen McNally : Horace Corrigan
- Edith Barrett : Ruth Phillips
- John Hoyt : Dr Rojac
- Elliott Sullivan : Barky
- John Harmon : Frenchy
- Philip Van Zandt : Chuck Benson
- Leif Erickson : Tony
- Curt Conway : Employé de banque
- Houseley Stevenson : Prêteur sur gages
- Don Beddoe : M. Sutherland
- Nana Bryant : Mme 'Ducky' Sutherland
- Tony Curtis : Le chasseur
- Peter Leeds : Jack Harrison
- Esther Howard : Dame vulgaire
- John Indrisano : Bert
- Jerry Paris : Joueur

## Tournage
Le tournage s'est déroulé du 29 novembre 1948 au 10 janvier 1949 au barrage Hoover — à la frontière de l'Arizona et du Nevada —, au lac Mead, dans le Nevada, à Las Vegas, à Malibu ainsi qu'aux Universal Studios.